# يان موراي (كاهن كاثوليكي)
يان موراي (بالإنجليزية: Ian Murray)‏ هو كاهن كاثوليكي بريطاني، ولد في 15 ديسمبر 1932 في Lennoxtown ‏ في المملكة المتحدة، وتوفي في 22 يناير 2016 في إدنبرة في المملكة المتحدة.